# Karolinenhöhe (Salzburg)

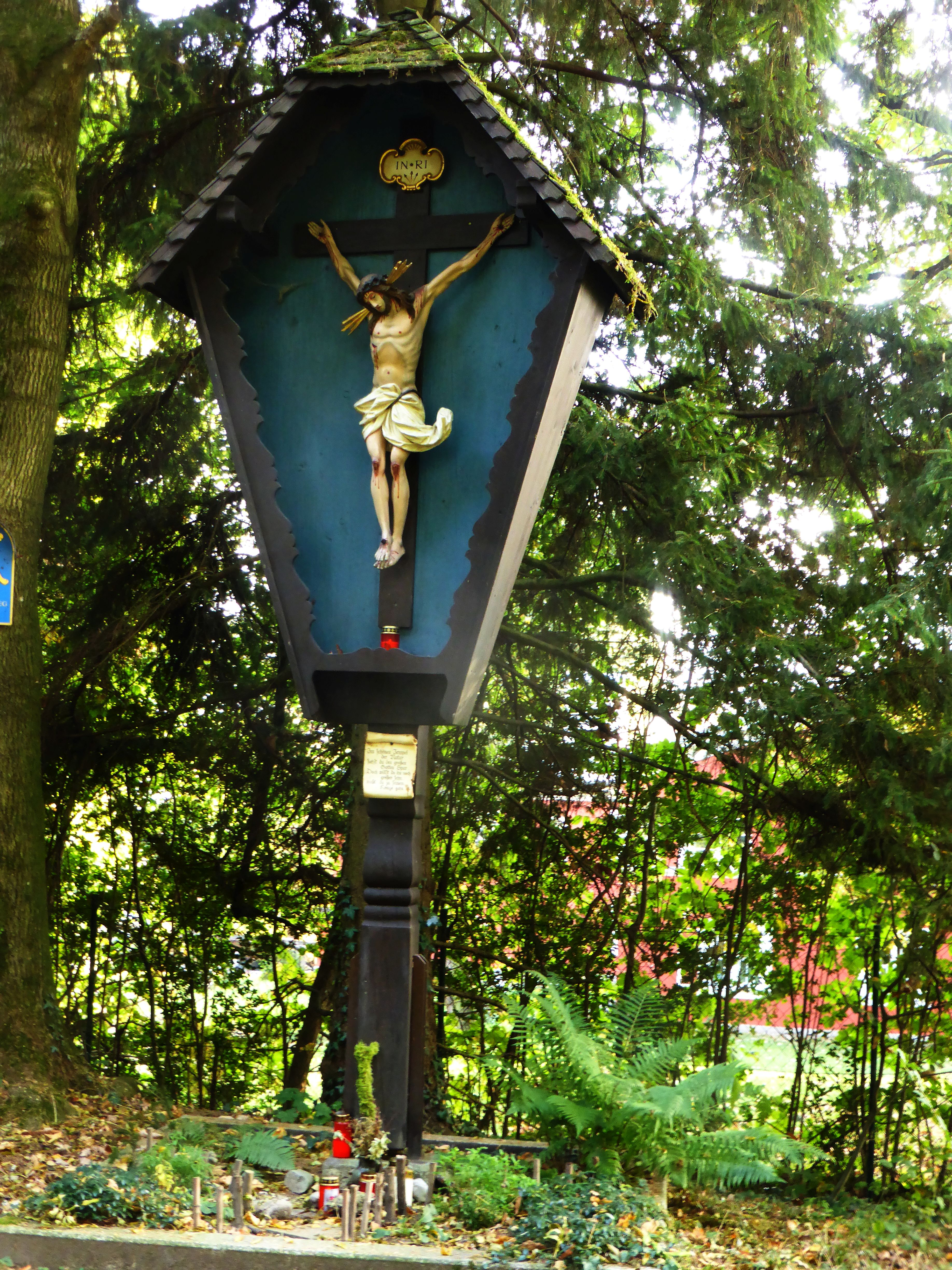
Mönchsbergkreuz, vulgo Katschthalerkreuz auf der Karolinenhöhe

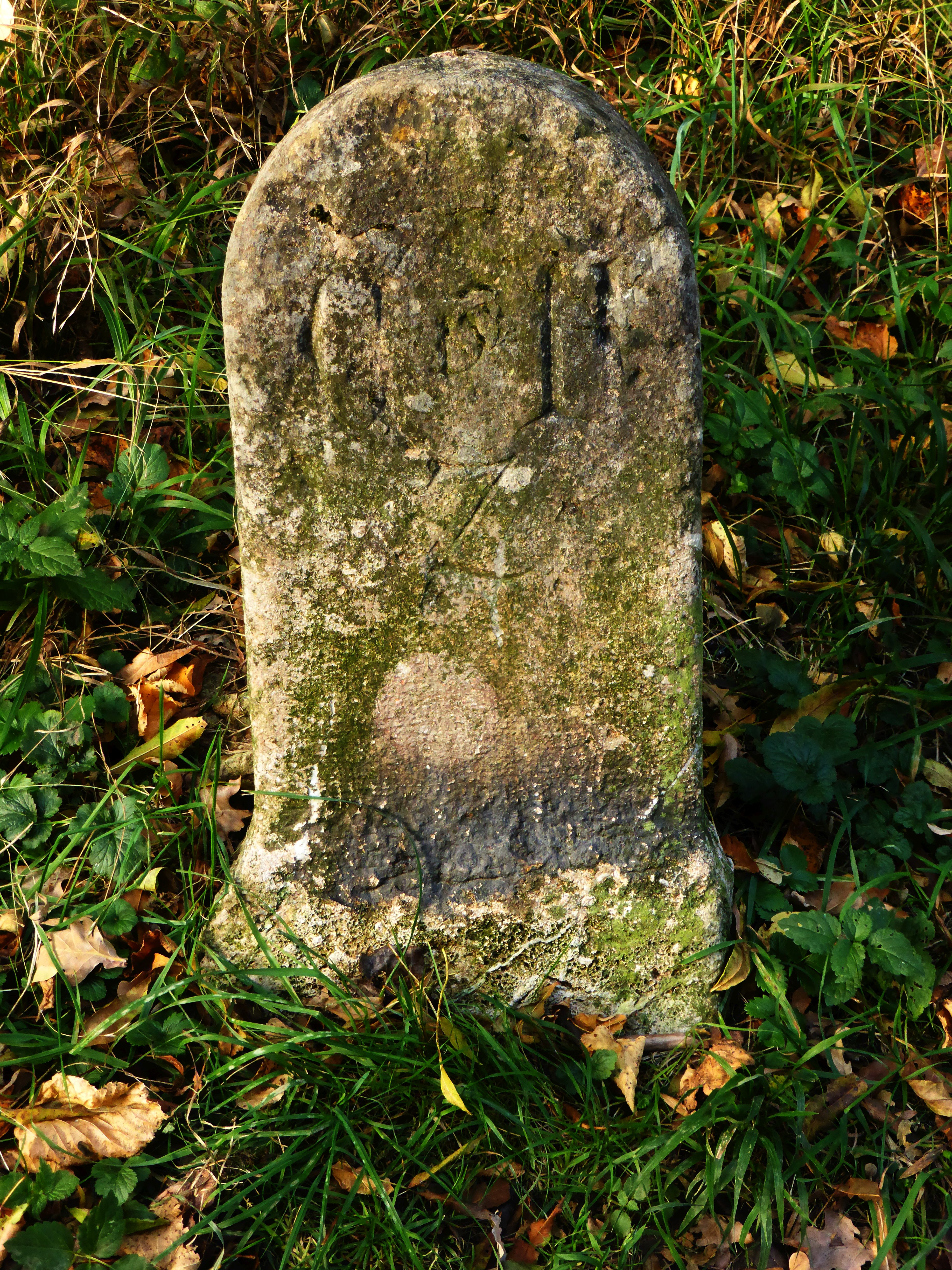
Grenzstein auf der Karolinenhöhe

Die Karolinenhöhe ist mit 506 Metern die höchste Erhebung des in der Stadt Salzburg gelegenen Mönchsberges. Den Namen hat sie nach Karoline Augusta erhalten, der vierten Gattin und Witwe von Kaiser Franz I., die in Salzburg als Gönnerin im sozialen und kulturellen Bereich (z. B. Gründung des Museum Carolino-Augusteum) bekannt ist. Von diesem Aussichtspunkt konnte man früher in südlicher Richtung auf die Residenz blicken, den Wohnsitz der Kaiserwitwe, und in nordwestlicher Richtung nach Bayern, dem Herkunftsland von Karoline Augusta als Tochter des Königs Maximilian von Bayern. Heute ist dies wegen des hohen Baumbewuchses nur mehr eingeschränkt möglich.

## Baumbepflanztes Rondeau 1863
Das Stadtverschönerungs-Comité veranlasste 1863, dass auf der Karolinenhöhe ein mit fünf Bäumen bepflanztes Rondeau in der Nähe der heutigen Grasmayr-Villa entstehen sollte. Um hiefür Geld zu sammeln, wurde im Mirabellgarten eine Soirée veranstaltet und um Spenden gebeten.

## Mönchsbergkreuz 1895
Auf der Karolinenhöhe wurde 1895 auf Initiative des Stadtpfarrers von St. Blasius, Alois Kaltenhauser, mit Spendenmitteln der Salzburger Bevölkerung das sogenannte Mönchsbergkreuz errichtet. Im Zuge des kirchlichen Festes Kreuzerhöhung am 15. September wurde das Kreuz von Mitgliedern des Katholischen Arbeitervereins und der Kreuzbruderschaft auf den Mönchsberg getragen und hier aufgerichtet. Das Kreuz besaß einen Korpus aus Gusseisen und entstammte einer industriellen Produktion. In den Jahren des Ersten Weltkrieges fanden Bittprozessionen zum Mönchsbergkreuz statt.

## Katschthalerkreuz 1920
Die Friedensinitiative von Papst Benedikt XV. im Sommer 1917 förderte die Idee, hier ein neues Kreuz zu errichten. Diese Idee aufgreifend begann der Bildhauer Johannes Piger mit den Arbeiten an diesem neuen Kreuz. Obwohl die Arbeit daran bereits 1918 abgeschlossen war, wurde das Kreuz erst nach dem Krieg am Sonntag, den 26. September 1920 aufgestellt und durch den Stadtpfarrer von St. Blasius geweiht. Die Meinung, der damals bereits verstorbene Erzbischof Johannes Baptist Katschthaler habe etwas mit der Errichtung des Kruzifixes zu tun, ist irrig; die Bezeichnung des Kreuzes im Volksmund als „Katschthalerkreuz“ geht darauf zurück, dass dieser häufig auf der Karolinenhöhe rastete. (Eine Beteiligung des kunstsinnigen Katschthalers († 1914) an der Initiative zur Kreuzerrichtung ist aber wahrscheinlich.) Das Kreuz wurde 1996 durch die Restauratorin Ursula Mair erneuert und musste 2014 wegen Schäden, die angeblich durch Siebenschläfer angerichtet worden waren, nochmals restauriert werden. Das wieder hergestellte Kreuz wurde am 10. Mai 2014 von dem Müllner Pfarrer, Pater Franz Lauterbacher (OSB), neu geweiht.

## Anmerkung
1. ↑  Die weiteren bekannten Hochpunkte des Berges sind die Richterhöhe und die Franz-Josef-Höhe.

Koordinaten: 47° 47′ 45,4″ N, 13° 2′ 27,9″ O